# N416 (Frankrijk)
De N416 of Route nationale 416 is een korte nationale weg in het noorden van Frankrijk. De weg verbindt de autosnelweg A16 tussen Parijs en Duinkerke met de haven van Boulogne-sur-Mer. De weg staat ook bekend als Rocade Sud de Boulogne. De N416 is 1,5 kilometer lang en ligt in Pas-de-Calais.

## Geschiedenis
In 1933 werd de eerste N416 gecreëerd. Het was toen de weg tussen Sainte-Marie-aux-Mines en Ostheim in de Elzas. De weg was toen 25 kilometer lang. In 1973 werd de weg overgedragen aan het departement Haut-Rhin. De weg werd toen omgenummerd naar D416.
In 1986 werd het nummer opnieuw toegekend aan de nieuwe zuidoostelijke randweg van Boulogne-sur-Mer. Deze weg werd in 1998 aangepast vanwege de aanleg van de A16.
N1 · N2 · N3 · N4 · N5 · N6 · N7 · N9 · N10 · N11 · N12 · N13 · N14 · N15 · N17 · N19 · N19J · N20 · N21 · N22 · N24 · N25 · N27 · N28 · N31 · N33 · N34 · N36 · N37 · N41 · N42 · N43 · N44 · N47 · N49 · N51 · N52 · N57 · N58 · N59 · N61 · N61A · N65 · N66 · N67 · N70 · N77 · N79 · N80 · N82 · N83 · N85 · N86 · N87 · N88 · N89 · N90 · N94 · N98 · N100 · N102 · N104 · N105 · N106 · N109 · N112 · N113 · N116 · N118 · N118A · N118B · N122 · N123 · N124 · N125 · N126 · N129 · N134 · N135 · N136 · N137 · N138 · N141 · N142 · N145 · N147 · N149 · N150 · N151 · N154 · N157 · N158 · N159 · N162 · N164 · N165 · N166 · N171 · N174 · N175 · N176 · N182 · N184 · N186 · N186A · N186B · N188 · N191 · N192 · N201 · N202 · N205 · N209 · N216 · N221 · N224 · N225 · N227 · N230 · N237 · N244 · N248 · N249 · N250 · N254 · N265 · N274 · N282 · N296 · N301 · N303 · N306 · N314 · N315 · N316 · N320 · N324 · N330 · N337 · N338 · N346 · N353 · N356 · N363 · N385 · N388 · N401 · N406 · N410 · N416 · N425 · N431 · N440 · N441 · N444 · N446 · N449 · N481 · N486 · N488 · N489 · N520 · N524 · N532 · N537 · N542 · N543 · N568 · N569 · N572 · N580 · N814 · N844 · N1007 · N1012 · N1013 · N1014 · N1019 · N1021 · N1029 · N1031 · N1043 · N1050 · N1075 · N1083 · N1104 · N1113 · N1134 · N1135 · N1141 · N1154 · N1338 · N1547 · N1569 · N2028 · N2043 · N2057 · N2162 · N2249